# Vigmostad
Vigmostad is een dorp en een voormalige gemeente in de voormalige  fylke Vest-Agder in het zuiden van Noorwegen. De gemeente bestond tussen 1910 en 1965. Het dorp ligt aan de provinciale weg (fylkesvei) 406 tussen Vigeland en Konsmo. Vigmostad was oorspronkelijk deel van de gemeente Audnedal. Deze werd in 1844 gesplitst in Nord-Audnedal en Sør-Audnedal. Nord-Audnedal werd in 1910 opnieuw in tweeën gesplitst waarbij Konsmo en Vigmostadd beide zelfstandige gemeenten werden.  In 1965 ging Vigmostad op in de nieuwe gemeente Lindesnes.
De kerk van Vigmostad dateert uit 1848. De kruiskerk verving een eerder godshuis uit circa 1700.